# Geraldine Richmond
Geraldine Lee Richmond (Salina, 17 de janeiro de 1953) é uma química estadunidense. Richmond ocupa a Cadeira Presidencial de Ciências da Universidade de Oregon. Ela recebeu a Medalha Nacional de Ciências em 2013. Seu trabalho envolve pesquisas no campo da química e da física de superfícies complexas.